# 阮福溙
阮福溙（グエン・フック・タイ、 ベトナム語: Nguyễn Phúc Thái, 1649年 - 1691年）は、ベトナムの広南国の国王。廟号は英宗。諡号は孝義皇帝。阮福瀕の次男。

## 経歴
1687年、阮福瀕が死去すると、阮福溙は即位し、黄国公（Hoang Quốc Công）と自称した。
阮福溙の在位期間、鄭氏と阮氏の間の軍事衝突は発生しなかった。阮福溙は真臘との関係を修復し、西貢での明朝を支持する華人の蜂起を鎮圧した。
1691年2月7日、死去し、長茂陵（Trường mậu Lăng）に葬られ。長男の阮福淍が即位した。
1803年、かれの子孫の阮福映が阮朝を建国すると、英宗（Anh Tông）の廟号を贈られ、紹休纂業寛洪博厚温恵慈祥孝義皇帝（Thiệu Hư Toản Nghiệp Khoan Hồng Bác Hậu Ôn Huệ Từ Tường Hiếu Nghĩa Hoàng Đế）と諡された。